# Adriana Pincherle
Adriana Pincherle (Roma, 1905 – Firenze, 8 gennaio 1996) è stata una pittrice italiana.

## Infanzia ed educazione
Adriana Pincherle, sorella maggiore dello scrittore Alberto Moravia, proveniva da una famiglia di alta borghesia di origini ebraiche da parte del padre, l'ingegnere civile Carlo Pincherle, e cattoliche da parte della madre Isa De Marsanich.
Fin da piccola, Pincherle dimostrava una particolare scintilla di interesse per la pittura ad acquerelli di suo padre, e fu probabilmente allora che nacque in lei la sensibilità per l'arte e i colori. Dunque, dopo aver terminato gli studi classici, iniziò a frequentare l'atelier ‘per signorine’ di Alfredo Petrucci e si iscrisse alla scuola libera del nudo all'Accademia di Roma. Durante i suoi studi conobbe Mimmo Spadini e Scipione, grazie ai quali riuscì ad aprirsi strada nell'ambiente artistico romano.

## Carriera
Esordì nel 1931 presso la mostra artistica collettiva “Prima mostra romana d'arte femminile” alla Galleria di Roma, dove per l'occasione venne notata da Roberto Longhi. Nel 1932, presso la stessa galleria, espose una sua opera personale insieme a Corrado Cagli, la quale fu notata da Longhi e la rese la prediletta tra i due artisti. La crescita personale ed educativa della Pincherle era dovuta al suo interscambio degli studi tra la Scuola Romana e la scuola dei pittori del gruppo di Via Cavour, ma la sua maturazione nel campo della ricerca pittorica e del suo stile ebbe inizio con il suo soggiorno a Parigi nel 1933.
Dopo essersi recata nuovamente a Firenze, nel 1933 Pincherle fece la sua prima comparsa alla Sala d'arte delle Nazioni e alla Galerie de la Jeune Europe a Parigi. Fece conoscenza dei fondatori del gruppo I sei di Torino, che fu lo stimolo per l'avvio alla sua rielaborazione dell'arte francese. Nel triennio tra il 1934 e il 1936 l'artista si dedicò all'esposizione dei suoi lavori, tra cui nel 1934 l'Exhibition of Contemporary Italian Art negli USA, nel 1935 alla II Quadriennale e nel 1936 alla galleria La Cometa. Negli anni seguenti espose a diverse mostre a Roma, Firenze, Milano e Venezia, tra cui alla Galleria del Vantaggio di Roma nel 1955, presentata da Roberto Longhi per rappresentare la sua crescita artistica attraverso il suo percorso.
Durante gli anni della seconda guerra mondiale iniziò a esperimentare con la tecnica della tempera. Venne particolarmente influenzata dal movimento artistico dell'Impressionismo e gli stili dei Fauves, Renoir e Matisse.
La pittrice era solita non firmare i suoi lavori fino al momento della loro vendita o esposizione.
Continuò a dipingere nonostante la morte del marito nel 1966 fino ai suoi ultimi giorni di vita. nonostante le sue perdite di memoria. Morì in seguito a degli attacchi di cuore l'8 gennaio 1996.

## Vita privata
Durante gli anni tra il 1934 e il 1936 conobbe il pittore Onofrio Martinelli a Genova, il quale sposò nel 1934. Pincherle e Martinelli si trasferirono a Firenze nel 1934 presso la sua dimora. Con l'arrivo della Seconda Guerra Mondiale e delle discriminazioni razziali, la Pincherle fu costretta a nascondersi a causa delle sue origini ebraiche in cittadine tra cui Bibbiena, Vallombrosa e Taranto. Dopo la liberazione, la coppia dette inizio alla sua serie di viaggi annuali a Parigi in perpetua ricerca di opere contemporanee francesi.

## Particolarità e caratteristiche dello stile
Adriana Pincherle mostrava una certa preferenza per la realizzazione di ritratti, oggi in gran parte raccolti presso il Gabinetto Vieusseux di Firenze. Tra i ritratti più noti, quello del prefetto e scrittore, Raffaele Lauro, dipinto a Firenze nel 1990. Ammette anche di ‘divertirsi’ di più con le tempere invece che con la pittura ad olio. Inoltre, aveva una preferenza per l'interscambio tra tecniche di pittura.
Nel suo stile caratterizzato dai colori accessi si possono riconoscere gli omaggi alle opere di Scipione, la pennellata guizzante tipica di Carlo Levi e altre tecniche tratte da pittori che la suggestionarono nel 1933 tra cui Soutine, Pascin, Chagall e Derain. Un'altra fonte di ispirazione per la pittrice fu suo padre e il suo stile ad acquerelli, il quale era stato ispirato a sua volta da quello di Monet. “Passavo delle ore a guardarlo dipingere, mi affascinava”.

## Mostre personali
- 1932 - Roma, Galleria di Roma (con Corrado Cagli)
- 1940 - Genova, Galleria Genova, (con Renato Guttuso)